# Marcelo Silva
Marcelo Andrés Silva Fernández (ur. 21 marca 1989 w Mercedes) – urugwajski piłkarz występujący na pozycji obrońcy w Real Salt Lake.